# Statek Vraných
Statek Vraných se nachází v Praze 8-Bohnicích v ulici Bohnická s původním čp. 1, v centru Starých Bohnic na prostranství jihozápadně od kostela svatého Petra a Pavla. Areál, v Ústředním seznamu kulturních památek ČR zapsaný jako venkovská usedlost Vraných, je součástí vesnické památkové zóny Staré Bohnice a je chráněn jako kulturní památka České republiky.

## Historie
Pod vrcholem štítu špýcharu usedlosti je letopočet 1777, zřejmě rok přestavby. Usedlost sama je ale starší, podle očíslování zde stála již v době založení vsi. Záchrana statku a jeho rekonstrukce se uskutečnila koncem 70. let 20. století. Další rekonstrukce byla provedena v 90. letech[zdroj?], po škodách vzniklých výbuchem plynu. Objekt je v majetku Hlavního města Prahy, které jej pronajalo občanskému spolku Bohnice žijí.

### Požár
V noci z 9. na 10. prosince 2023 došlo k požáru vnitřních prostor památkově chráněného statku. Oheň založil zloděj, který se do budovy vloupal. Spolek Bohnice žijí ihned zahájil opravy statku.

## Popis usedlosti

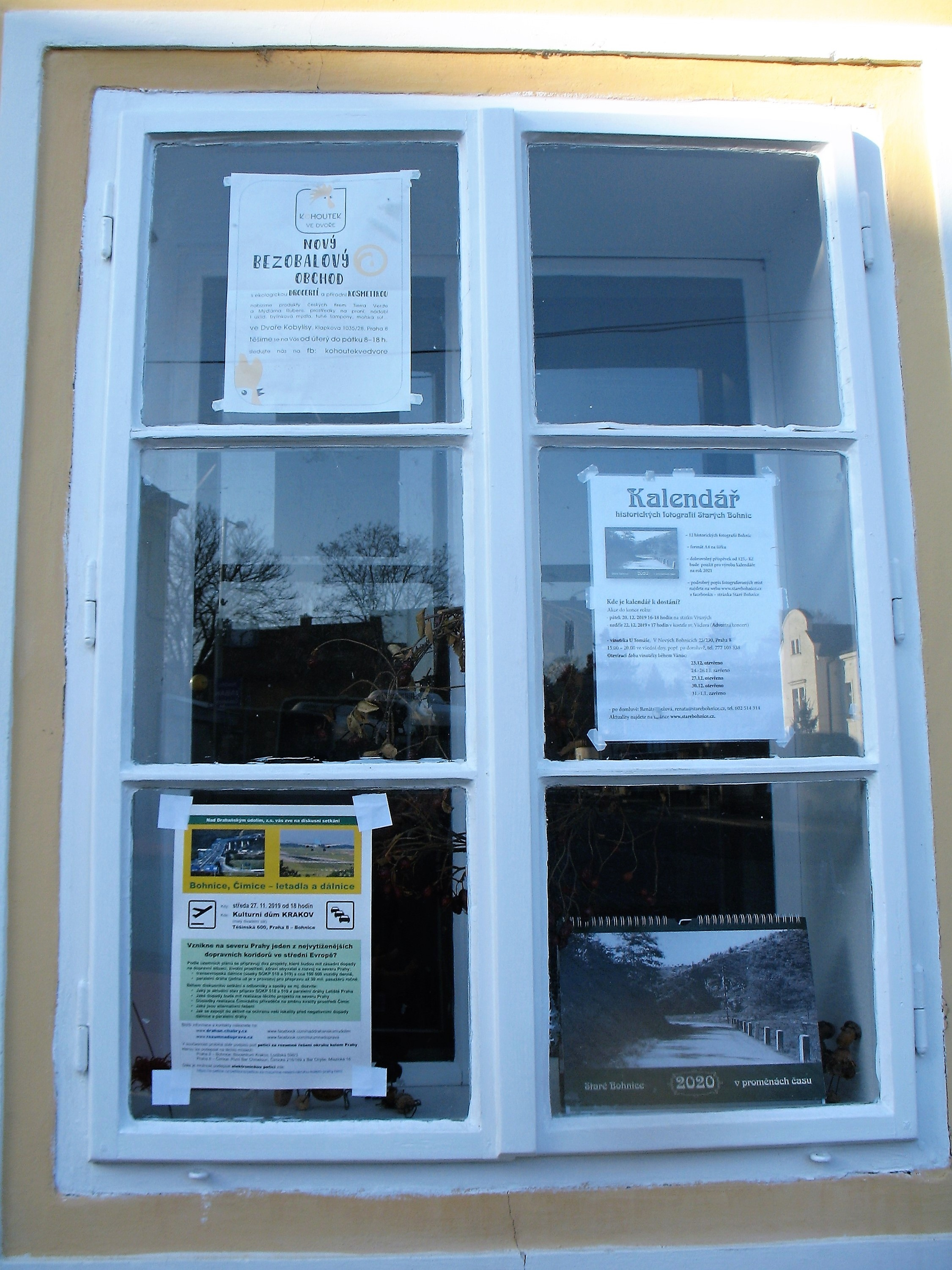
Vývěsky spolku Bohnice žijí v okně statku

Stavby se zvlněnými štíty a bohatě štukovanými fasádami jsou kolem vnitřního dvora situovány na půdorysu písmene V. Severovýchodní obytnou budovu a jihozápadní budovu hospodářskou spojuje zeď a štukovaná barokní brána, dvůr uzavírá stodola. Všechny budovy jsou kryty sedlovou střechou.

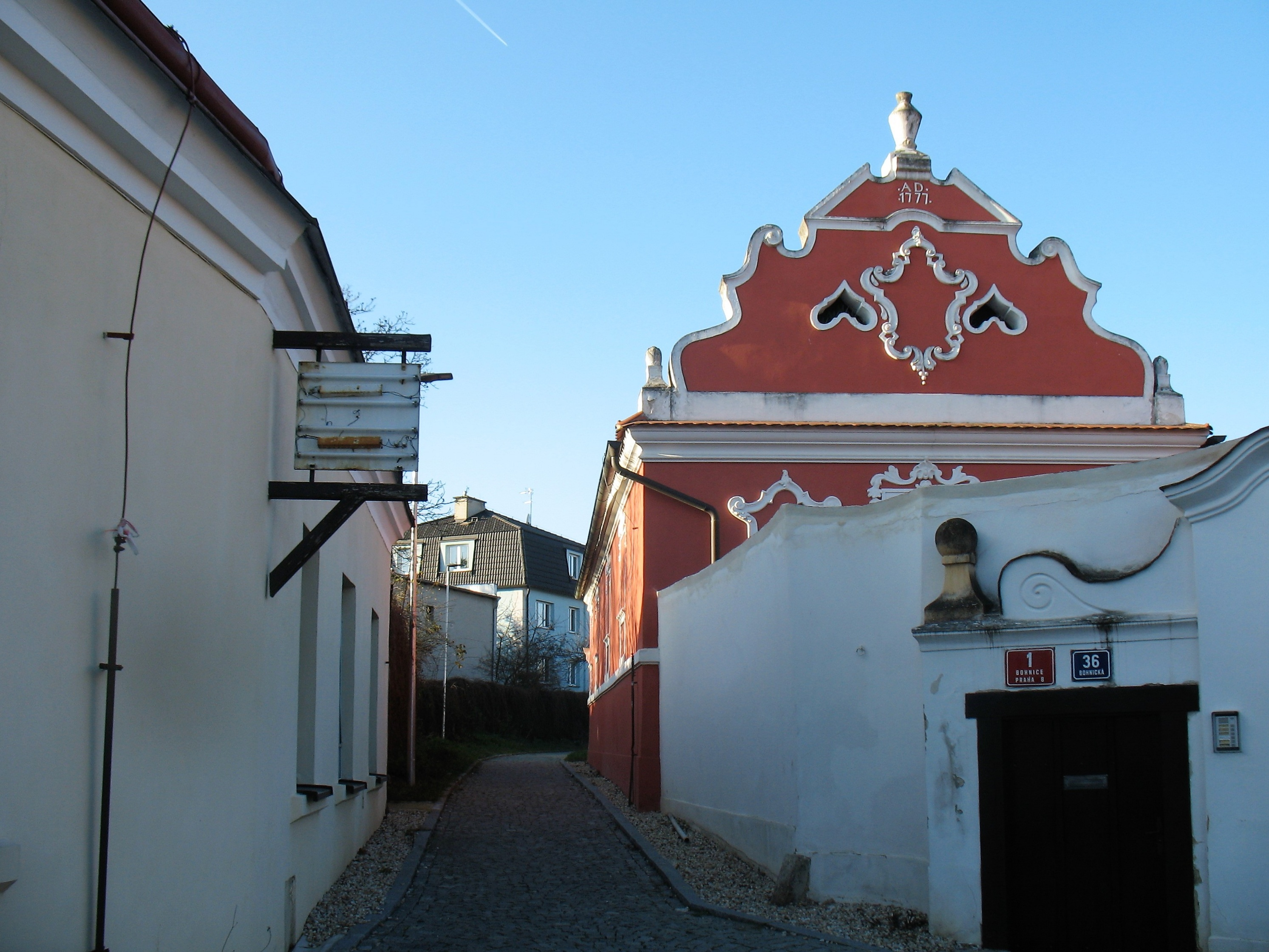
Pohled do uličky již od statku

Obytná budova je kryta střechou s volutami a trojúhelným štítem, který má po stranách a na vrcholu vázu. Vejminek spojený se špýcharem je jednopatrový, krytý taktéž střechou s volutami a trojúhelným štítem, který je ozdoben rokajovou kartuší. Místnosti v této části usedlosti jsou klenuty valenou klenbou. Vejminek má ve dvorním průčelí pavlač, která je podklenuta plackami.
Dvůr uzavírá na západní straně průjezdná stodola, zděná z lomového kamene. V 1. polovině 19. století byla přestavěna. Vstup do dvora umožňuje vjezdová brána s brankou pro chodce po levé straně. Vjezdová brána je půlkruhově zaklenuta v šambráně s klenákem a po stranách má pilastry nesoucí vázy. Z vrchu ji kryje římsa též zdobená volutami a vázou. Branka pro chodce je pravoúhlá a zdobená volutou.
Celý areál býval uzavřen ohradní zdí z lomového kamene, z níž se dochovaly pouze zbytky doplněné novodobou cihelnou zdí. Původní barokní kování oken a dveří se nedochovalo.